# Юго-Северный сельский округ
Юго-Северный сельский округ — административно-территориальная единица Тихорецкого района Краснодарского края России.
В рамках муниципального устройства 3 сельских населённых пункта сельского округа входят в Юго-Северное сельское поселение, 1 в Алексеевское сельское поселение, 1 в Архангельское сельское поселение.

## Населённые пункты
В состав сельского округа входят 5 населённых пунктов:
| № | Населённый пункт   | Тип населённого пункта | Население (чел.) |
| - | ------------------ | ---------------------- | ---------------- |
| 1 | Большевик          | хутор                  | ↘362             |
| 2 | Казаче-Борисовский | хутор                  | ↘223             |
| 3 | Малороссийский     | посёлок                | ↗1706            |
| 4 | Усть-Джигутинка    | хутор                  | ↗81              |
| 5 | Юго-Северная       | станица                | ↘1250            |